# ウッディー・ウッドペッカー・ショー
ウッディー・ウッドペッカー・ショー（The Woody Woodpecker Show）とは、1957年のテレビアニメ。

## 概要
この番組は1957年10月3日にABCネットワークでの放送が開始、放送終了後は他局に再放送されるなど人気を施した。この番組の中では短編作品だけでなく、ニュース・リールというコーナーも存在していた。日本では1961年9月23日から1964年7月9日まで日本テレビと日本テレビ系列で「ウッドペッカー」というタイトルで放送され、1965年3月29日から同年9月30日までは「ウッドペッカー大行進」のタイトルで放送された。
1967年（マンガ大行進（月まち子版））と1970年代（快傑ウッドペッカー（声優不明））には東京12チャンネル（現：テレビ東京）で放送され、1980年代にはフジテレビも放送。また、カートゥーン・ショータイムの吹き替え版も存在する（現在確認できるのは三輪勝惠のバージョン）。
1990年代後半にはカートゥーン ネットワークでビデオの吹き替え版とフジテレビ版を使用した上で放送された。

## 日本での放送時間
| タイトル             | 放送期間   | 放送期間   | 放送時間（JST）      | 提供                   | 備考  |
| -------------------- | ---------- | ---------- | -------------------- | ---------------------- | ----- |
| ウッドペッカー       | 1961.09.23 | 1962.07.07 | 土曜19:30 - 20:00    | 味の素（一社）         | [ 1 ] |
| ウッドペッカー       | 1962.07.18 | 1962.09.26 | 水曜18:15 - 18:45    | （不明）               | [ 2 ] |
| ウッドペッカー       | 1962.10.04 | 1964.07.09 | 木曜18:15 - 18:45    | 山崎製パン（一社）     | [ 3 ] |
| ウッドペッカー大行進 | 1965.03.29 | 1965.09.30 | 月 - 土18:00 - 18:10 | サッポロビール（一社） | [ 4 ] |

## 登場人物
ウォルター・ランツ
演 - 本人 声 - 小栗一也（日本テレビ版）
この番組の司会者、監督も兼務している。キツツキの声の仕組みや、短編ではない物語（「家の前にキツツキがいると思ったら、屋根裏に穴をあけていた」など）を語っていたこともある。また、キツツキの絵も番組内で描いていた。
ウッディー・ウッドペッカー
声 - グレース・スタッフォード、ベン・ハーダウェイ、メル・ブランク、月まち子（日本テレビ版）、堀絢子（フジテレビ版初代）→三輪勝恵（フジテレビ版2代目）、山寺宏一→三輪勝恵（カートゥーン ネットワーク版）
本作の主人公。陽気なキツツキで、いたずらが大好き。日本テレビ版では2倍速で再生されるような不思議な声だったが、それ以外は普通の声で収録されている。
ウィニー・ウッドペッカー
声 - グレース・スタッフォード
ウォーリー・ウォーラス
声 - ハンス・コンリード
バズ・バザード
声 - ダラス・マッケノン、野沢那智（フジテレビ版）
アンディ・パンダ
声 - サラ・ベルナー、ウォルター・テトリー
チリー・ウィリー
声 - ドーズ・バトラー、貴家堂子（日本テレビ版）、不明（フジテレビ版）
爽快にはしゃぐペンギン。これ以外にも別の声優によるチリ―ウィリーが存在している。

## その他
1999年から2002年まではニュー・ウッディー・ウッドペッカー・ショーが放送され、ウッディーの吹き替え声優は渡辺久美子が務めた。こちらは、チリー・ウィリーの短編が1度だけ放送されている（吹き替え声優はチリー・ウィリーを除き異なる。)

## 日本での放送リスト
日本で「ウッドペッカー」として放送されたサブタイトルを判明分のみ記載するためカウントしない。(一部は何月何日放送か不明)
| 邦題                                                                  | 原題                                                            | 放送日                 |
| --------------------------------------------------------------------- | --------------------------------------------------------------- | ---------------------- |
| おなかがすいた ウィリアム・テル・序曲 風呂そうどう                    | Who's cooking who? The Overture to Wiiliam Tell Bathing Buddies | 1961年9月23日（第1話） |
| ペッカーの迷パイロット アンディのサーカス楽団 パーティ荒らし          | Ace in The Hole The Bandmaster Banquet Busters                  | 1961年9月30日（第2話） |
| サーカス荒らし ペッカー多いに食べる 新版眠りの森の美女                | The Dizzy Acrobat Chew Chew Baby The Sleeping Princess          | 1961年10月7日          |
| アンディと魔法の峠 三匹の子猫 ペッカーのハト時計                      | 100 pygmies and Andy panda Kittens’Mittens The Coo Coo Bird     | 1961年11月11日         |
| 保安官ペッカー ??? 名犬カドルス                                       | Wild and Woody Fun House(Crazy House) Dig That Dog              | 1962年4月14日          |
| ??? アンディとペッカーのショパン演奏会 ペッカーとウォーラス浜辺の決闘 | The Wacky Weed Musical Moments From Chopin The Beach Nut        | 1963年7月4日           |
| キツネとウサギ ウォーラスのくんせい セベリアの理髪師                  | Fox and The Rabbit Smoked hams The Barder of Seville            | 1961年12月9日          |
| ペッカープロレスへ行く ??? 一枚の銀貨                                 | Wrestling Wrecks Pig in a Pickle Drooler's Delight              | 1962年12月5日          |
| ペッカーゴルフへ行く シーッ！ ？                                      | Woodpecker in the Rough SH-H-H-H-H-H The Egg Cracker suite      | 1963年9月4日           |